# Mesiotelus viridis
Mesiotelus viridis är en spindelart som först beskrevs av Ludwig Carl Christian Koch 1867.  Mesiotelus viridis ingår i släktet Mesiotelus och familjen månspindlar.
Artens utbredningsområde är Grekland. Inga underarter finns listade i Catalogue of Life.